# Göran Zetterqvist
Göran Gustav Zetterqvist, född 5 juni 1932 i Örebro, död 9 april 2013, var en svensk diplomat.

## Biografi
Zetterqvist var son till Hugo och Signe Zetterqvist. Han föddes i Örebro men tillbringade de tidiga pojkåren i Karlstad. Efter studentexamen i Örebro tog han juris kandidatexamen i Uppsala 1957 och studerade vid INSEAD 1961. Zetterqvist gjorde tingstjänstgöring i Ängelholm 1957-1959 och blev attaché vid Utrikesdepartementet (UD) 1961. Han var därefter ambassadsekreterare vid Sveriges ständiga delegation i Genève 1962-1964, konsul i New York 1964-1966, departementssekreterare vid UD 1967 och förste ambassadsekreterare i Haag 1971. Zetterqvist var ambassadråd vid Sveriges delegation vid EG i Bryssel 1975, pressombudsman vid UD 1977, kansliråd där 1978 och minister i Köpenhamn 1980. Han var ambassadör i Gaborone och Maseru 1985, vid UD 1987, samt i Abuja och Accra från 1989.
Zetterqvist gifte sig 1957 med Inga Andersson (1930-1995), dotter till Erik och Olga Andersson. Under sin tid som ambassadör i Lagos insjuknade hustrun Inga och Zetterqvist sökte förtidspension för att kunna sköta om henne under hennes sista år. Tillsammans med Inga fick han två barn. Zetterqvist träffade sedan sin andra hustru Kerstin genom sitt intresse för Frankrike och det franska språket. Zetterqvist avled 2013 och gravsattes på Torups kyrka i Hallands län.